# Skare, Norge
Skare är en tätort i Ullensvangs kommun i Vestland fylke i västra Norge. Orten ligger nära vägskälet där Europaväg 134 möter riksväg 13, cirka 16 kilometer söder om kommunens centralort Odda.
Tidigare har orten tillhört dåvarande Odda kommun i Hordaland fylke.